# Суперкубок В'єтнаму з футболу 2018
Суперкубок В'єтнаму з футболу 2018  — 20-й розіграш турніру. Матч відбувся 16 лютого 2019 року між чемпіоном В'єтнаму клубом Ханой T&T та володарем кубка В'єтнаму клубом Бікамікс Біньзионг.
| Володар Суперкубка В'єтнаму 2018 |
| -------------------------------- |
|                                  |
| Ханой T&T Другий титул           |

## Матч

### Деталі
| 16 лютого 2019 11:00 (EEST) |

| Ханой T&T             | 2:0      | Бікамікс Біньзионг |
| --------------------- | -------- | ------------------ |
| Самсон Кайоде 9', 62' | Протокол |                    |

| Хангдай, Ханой Глядачів: 4 000 Арбітр: Нго Дуї Лан |